# フライディ (モデル事務所)
フライディ（Friday）は、東京都渋谷区に本社を置く日本のモデルエージェンシー。
1975年、外国人モデルのマネージメント事務所として設立され、現在は日本人や子供のモデルなども在籍する。
2007年に設立したアーティスト部では、フォトグラファー、スタイリスト等アーティストのマネジメント業務や、キャスティング、コーディネート等のプロダクション業務も行っている。

## 主な所属者

### 男性
- Manyu
- Taiki
- 光根恭平
- 星陽太
- 颯
- Andy

原島隆斗
- 山﨑達也
- Ricky
- ミゲール倉田
- 矢野崇人
- 花井力
- 船岡聖人

- 田中卓郎
- 熊谷宜之
- 高野春樹
- 菊地賢太
- 岡慶悟
- 田中良平

- 折笠慎也
- 水谷昌士
- 原田泰西
- 宮﨑勘太
- 古屋京樹
- 素太

- 寺内浩人
- 戸塚将広
- justin隼人
- Sina
- Tim
- 葉生

### 女性
- Sachi
- 加藤ゆりか
- 山村紘未
- Viviane Sheep
- 藤井さこ
- 香菜子

- Sai
- 筒井のどか
- 上崎菜保子
- 工藤ニキ
- Pippi
- Nana

- 山瀬ミシェル
- Lindsey
- Hanaco
- Abby
- 千歩
- 安藤あやの

- 瑞乃サリー
- 大塚怜央奈
- 清川葵
- はわか
- Miri
- 潤亜

- 白倉舞亜
- 有田レンカ
- 咲音
- 礼美
- 舟橋まりの
- Shin
- 有賀永江
- 希乃
- くらさわかずえ
- シトウレイ
- 赤嶺梨奈
- シロ
- CoCo

## 過去の所属者
- 道端ジェシカ
- 兼田カロリナ
- IVAN
- ディエゴ
- ナオミ
- Mie
- 高崎翔太
- 佐藤タケシ
- 桑田尚樹
- 北上史欧
- 木村信
- 有里
- 村上真希
- 文殊
- Safari